# Kentaur (astronomija)
Kentauri su tela u Sunčevom sistemu sa veoma dinamički nestabilnim putanjama, jer se kreću između velikih planeta. Njihova nestabilnost orbite se ogleda na dužim vremenskim skalama. 
Postoje pretpostavke da su kentauri, objekti na tranzicionim putanjama da postanu kratkoperiodične komete, a kasnije i asteroidi.
Razlog je u tome da orbitalni elementi kometa koje dolaze u unutrašnji Sunčev sistem nemaju uniformnu raspodelu, već komete najviše dolaze iz pravca ekliptike. Obzirom na to da komete koje dolaze iz Ortovog oblaka nemaju takve karakteristike, zaključuje se da kratkoperiodične komete dolaze iz oblasti bližih nama tj, iz Kojperovog pojasa. 
Potrebno je vreme da njihove orbite pređu iz oblasti Kojperovog pojasa do oblasti Jupiterove putanje, gde postaju kratkoperiodične komete. Kentauri su možda objekti koje vidimo da polako "tonu" ka unutrašnjosti Sunčevog sistema (zbog uticaja planeta na njihovu putanju) prema Jupiteru. 
Kentauri su poluzaleđani objekti, i smatra da se da imaju fizičke karakteristike između komete i asteroida. Neki kentauri pokazuju i određenu difuznu strukturu što liči na komu koju vidimo kod kometa. 
Prvi poznat kentaur, Hiron, otkriven je 1977. i prvo je klasifikovan kao asteroid.

## Spoljašnje veze
Медији везани за чланак Kentaur на Викимедијиној остави